# NOX (band)
NOX was een Hongaarse band die bestond van 2002 tot 2009. De band combineerde typisch Hongaarse muziek met moderne klanken. De naam komt uit de Romeinse mythologie waarin Nox 'nacht' betekent.
De band had twee vaste leden: Szilvia Péter Szabó en Tamás Nagy. De andere leden varieerden.
Buiten Hongarije zijn ze het meest bekend door hun deelname aan het Eurovisiesongfestival 2005. Het lied Forogj világ was een van de favorieten, maar ze werden uiteindelijk 12de. Het was de eerste Hongaarse deelname sinds 1998.

## Discografie (Hongaarse verkoop)
- 2002- Örökség; 25.000
- 2003- Bűvölet; 46.000
- 2004- Karácsony; 24.000
- 2005- Ragyogás; 13.000
- 2006- Örömvölgy;
- 2007- Mesék, mondák, mondókák - solo-album Szilvia Péter Szabó
- 2007- Csendes
- 2008- Időntúl
- 2009- Most!
- 2010- Best of Nox (2002-2009)

1994: Friderika Bayer · 
1995: Csaba Szigeti · 
1997: VIP · 
1998: Charlie · 
2005: NOX · 
2007: Magdi Rúzsa · 
2008: Csézy · 
2009: Zoli Ádok · 
2011: Kati Wolf · 
2012: Compact Disco · 
2013: ByeAlex · 
2014: András Kállay-Saunders · 
2015: Boggie · 
2016: Freddie · 
2017: Joci Pápai · 
2018: AWS · 
2019: Joci Pápai